# 八木のぞみ
八木 のぞみ（やぎ のぞみ、1986年7月28日 - ）は、日本の女優、タレント。
兵庫県西宮市出身。以前はトライストーン・エンタテイメントに所属していた。

## 略歴・人物
バイク王のCM（2011年）やフジテレビ系月9ドラマ『リッチマン、プアウーマン』（2012年）への出演で注目を集める。
趣味は、ゴシック建築・ステンドグラス鑑賞。特技は、殺陣、和太鼓、日本舞踊、声楽、狂言、ジャズ・コンテンポラリー・タップダンス、バレエ
。好きなスポーツはバレーボール。
同じ事務所に所属する女優の木村文乃とはかつて互いに女優を目指して一緒にレッスンに通い、また東京ディズニーランドに通うなど一緒に遊ぶ親友だったが、次第にスケジュールが多忙になり疎遠になっていた。2013年の東京ディズニーリゾートのCM「Disney Christmas」への出演が決まった木村に「クリスマスに会いたい人」として真っ先に指名を受け、同CMでの共演で約2年ぶりの再会を果たしている。

## 出演

### テレビドラマ
- ヤマトナデシコ七変化 第1話（2010年1月15日、TBS）
- 鈴子の恋 ミヤコ蝶々女の一代記 第55話（2012年3月21日、東海テレビ） - 東田リナ 役
- リッチマン、プアウーマン（2012年7月9日 - 9月17日、フジテレビ） - 宮前朋華 役
  - リッチマン、プアウーマン in ニューヨーク（2013年4月1日）
- 東野圭吾ミステリーズ 第2話（2012年7月12日、フジテレビ） - 八木（安藤）由紀子 役
- 大河ドラマ 平清盛 第44話・最終話（2012年11月11日・12月23日、NHK） - 平盛子 役
- TOKYOエアポート〜東京空港管制保安部〜 第5話（2012年11月11日、フジテレビ）
- 平岳大〜父の背中を追って、海を超えた一族の絆〜（2013年2月18日、NHK） - 平久代 役
- ダブルス〜二人の刑事 第7話（2013年5月30日、テレビ朝日）
- 事件救命医〜IMATの奇跡〜（2013年10月6日、テレビ朝日） - 寺田未歩 役
- 家族の裏事情 第3話 - 第4話（2013年11月8日 - 15日、フジテレビ）
- 大岡越前 最終話（2014年1月24日、NHK BSプレミアム） - お絹 役
- ルーズヴェルト・ゲーム 第1話（2014年4月27日、TBS）
- SMOKING GUN〜決定的証拠〜 第8話（2014年5月28日、フジテレビ）
- ランチのアッコちゃん 第7話 - 最終話（2015年6月23日 - 30日、NHK BSプレミアム） - 庄野雪子 役
- ホテルコンシェルジュ 第3話 （2015年7月21日、TBS） - 森村百合 役
- マネーの天使〜あなたのお金、取り戻します!〜 第4話（2016年1月28日、読売テレビ） - 彩江 役
- 99.9-刑事専門弁護士- 第7話（2016年5月29日、TBS） - 菱尾 役
- 人形佐七捕物帳 第6話（2016年12月13日、BSジャパン） - お妻 役
- 仮面ライダーエグゼイド 第19話（2017年2月19日、テレビ朝日） - 山戸舞 役

### 映画
- シュアリー・サムデイ （2010年7月17日、松竹）
- セカンドバージン（2011年9月23日、松竹） - 谷 役
- 髑髏城の七人（2013年1月12日、ヴィレッヂ / ティ・ジョイ / プレシディオ） - おのぞ 役
- ユダ-Judas-（2013年1月26日、アイエス・フィールド）
- D坂の殺人事件（2015年2月14日、キングレコード）

### 舞台
- 咲かせつづける花（2009年5月18日 - 24日、新宿シアターモリエール）
- つばき、時跳び（2010年8月11日 - 29日、明治座）
- 髑髏城の七人（2011年8月7日 - 10月10日、大阪 / 東京） - おのぞ 役
- カッコーの巣の上で（2014年7月5日 - 8月17日、東京 / 兵庫） - キャンディ・スター 役

### webドラマ
- ファーストクラス 「僕のシンデレラ」（2013年6月19日 - 全4話、UULA）

### テレビ番組
- うまいッ!（2014年 - 、NHK総合） - 食材ハンター（不定期）

### CM
- LOTTE ACUO（2009年4月 - 6月）
- CAPCOM モンスターハンター（2009年）
- セブン-イレブン・ジャパン 夜得クーポン（2010年）
- アイケイコーポレーション バイク王（2011年）
- DAIHATSU ミラ ココア（2012年）
- 日本スポーツ振興センター BIG（2012年）
- ベネッセコーポレーション たまひよ（2012年）
- アサヒフードアンドヘルスケア 1本満足バー（2013年）
- オリエンタルランド 東京ディズニーリゾート Disney Christmas（2013年）[4]
- エーザイ トラベルミンチュロップ 「母の愛」篇（2015年）
- トーキョー☆ブックマーク 「シンプルプライス」篇（2015年）

### MV
- NERDHEAD 「MY GIRL」（2012年11月7日）
- DADARAY 「誰かがキスをした」（2017年6月28日）